# Watcher of the skies
Watcher of the skies is een nummer van de Britse progressieve rockband Genesis. Het is de eerste track van hun vierde studioalbum getiteld Foxtrot. Het was tevens de eerste track op hun eerste livealbum Genesis Live (1973). Zoals voor bijna alle composities toen gold, vermeldden de credits het als een groepscompositie van Peter Gabriel, Steve Hackett, Mike Rutherford, Tony Banks en Phil Collins. Het nummer bevat veel wisselingen in tempo, maat en ook polyritmiek (8/4 tegenover 6/4).

## Ontstaan en productie
Het merendeel van de tekst is afkomstig van Banks en Rutherford, die het tijdens een verblijf in en rond Napels bedachten. Het was destijds ook het eerste nummer dat Genesis opnam voor Foxtrot. De muziek kwam al een paar weken eerder tot stand tijdens repetities voor een concert in Reggio Emilia (Palasaport). Tijdens repetities voor dat concert in Napels werd gebruik gemaakt van een verlaten vliegveldje met hangar. De bandleden beschouwden de aangetroffen situatie als aliens die op een lege planeet aarde waren geland. Een soortgelijk thema vindt men terug in het boek  Childhood’s end (in Nederland verschenen als Einde van het begin) van Arthur C. Clarke. Dat thema werd ook al gebruikt door Pink Floyd (Childhood’s end) en Van der Graaf Generator (Childlike Faith in childhood's end). De titel van het nummer is echter afkomstig uit On first looking in Chapman’s Homer van John Keats ("Then felt I like some watcher of the skies, when a new planet swims into his ken"). Genesis gebruikte het nummer destijds vaak als openingsnummer voor concerten. 
De band gebruikte de mellotron, maar dat toetsinstrument was verre van stabiel in toonvorming. Het gebruikte type, Mark 2, overigens geleend van King Crimson, die het de bijnaam Black bitch hadden gegeven, had echter wel twee (in de oren van Banks) krachtige akkoorden tot haar beschikking: B majeur septime (B-Dis-Fis-Ais)+Fis en Cis majeur (Cis-F-Gis) + Fis. Het geeft het nummer een krachtige start en meteen was duidelijk of de mellotron goed zou klinken. De beoogde muziekproducent van de plaat John Anthony vond de mellotron te overheersend; het werd een van de redenen van zijn vertrek. Banks gaf later aan dat ook David Hitchcock niet de optimale keus bleek als producer. 

## Live-opvoering
Het nummer was destijds ook wel bekend vanwege de verkleedpartij van Peter Gabriel. Onenigheid hierover was later een van de redenen van zijn vertrek uit de band. Gabriel verscheen op het podium met vleermuisvleugels achter zijn hoofd, getooid in een lange cape, en met lichtgevende make-up onder zijn ogen. Na Gabriels vertrek in 1975 bleef de band het tijdens sommige concerten spelen tot aan in de jaren tachtig. Het nummer was toen al voor de helft ingekort en Genesis speelde alleen nog het instrumentale gedeelte. Een verkorte versie is dan ook te horen op Genesis archive 1967-75 en Three Sides Live als aanvulling op It.

## Releases en covers
In 1972 werd het door Biddulph Records in de Verenigde Staten op single uitgebracht. De promosingle bevatte op beide kanten Watcher of the skies (vermoedelijk een stereo- en monomix), de uitgegeven single een 3:44 durende versie, aangevuld met Willow farm, een deel van Supper's ready. Steve Hackett recyclede het nummer bij de uitgifte van zijn Amerikaanse persing van Watcher of the skies: Genesis revisited. Phish coverde Watcher of the skies op 15 oktober 2010 tijdens de opening van de Rock & Roll Hall of Fame, gehouden in het Waldorf-Astoria Hotel in New York. Phish speelde toen ook No reply at all van Genesis.        